# Abisares (Raja)
Abisares (auch Abhisara; † 325 v. Chr.) war zur Zeit der Eroberungszüge Alexanders des Großen ein in Kaschmir regierender indischer Dynast (Raja).

## Leben
Abisares nannte sich – ähnlich wie andere indische Fürsten, etwa Taxiles – nach dem von ihm beherrschten Gebiet, der zwischen den Flüssen Hydaspes und Akesines gelegenen Gebirgsgegend Abhisara. Sein Territorium befand sich nördlich vom Reich des Poros. Beide Fürsten bekämpften einige Zeit vor der Ankunft Alexanders den sehr kriegstüchtigen indischen Stamm der Oxydraker, ohne dabei größere Erfolge erzielen zu können.
Auf seinem Feldzug nach Indien eroberte Alexander der Große in der zweiten Hälfte des Jahres 327 v. Chr. nach der schwierigen Einnahme der festen Stadt Massaga auch den Ort Ora (Udegram), obwohl dessen Einwohner von Abisares militärische Unterstützung erhalten hatten. Anschließend gelang es ihm in einer sehr mühsamen Unternehmung, auch die nahe dem Indus gelegene Bergfestung Aornos zu bezwingen. Danach zog er Anfang 326 v. Chr. weiter über Dyrta zum Indus, wobei die dort ansässige Bevölkerung bei Abisares Zuflucht suchte.
Nach der Überschreitung des Indus (Frühjahr 326 v. Chr.) begab Alexander sich zunächst ins Gebiet des befreundeten indischen Fürsten Taxiles, der in feindlichen Beziehungen zu Poros und Abisares stand. Das nächste Angriffsziel Alexanders war nun das Reich des im südöstlichen Pandschab regierenden Poros, denn dieser war nicht zur Unterwerfung bereit, sondern verbündete sich stattdessen mit seinem an militärischer Macht nicht viel schwächeren Nachbarn Abisares gegen den Makedonenkönig. Alexander seinerseits wollte einer Vereinigung der Streitkräfte der beiden indischen Herrscher durch einen raschen Angriff auf Poros zuvorkommen. Aber noch bevor diese Offensive erfolgte, schickte Abisares als scheinbare Ergebenheitsbekundung Gesandte zu dem sich in Taxila, der Hauptstadt des Taxiles, befindlichen Alexander und hielt sich auch aus dem folgenden Krieg zwischen dem makedonischen Eroberer und Poros heraus.
Nachdem Poros im Juni 326 v. Chr. in der Schlacht am Hydaspes unterlegen war, entsandte Abisares erneut hochrangige Delegierte, darunter seinen Bruder, mit reichen Geschenken, unter anderem 30 Elefanten, zu Alexander, um diesem seine vollständige Unterwerfung zu erklären. Auch Arsakes, der einen an Abisares’ Reich angrenzenden Landstrich regierte, erschien damals mit dieser Gesandtschaft bei Alexander. Dass Abisares nicht wie gefordert selbst kam, entschuldigten die Gesandten mit seiner Krankheit. Alexander beließ ihn jedenfalls im Besitz seines Reichs und unterstellte ihm sogar das Territorium des Arsakes, doch musste er einen jährlichen Tribut zahlen.
Bereits 325 v. Chr. verstarb Abisares an seiner Krankheit, woraufhin seine Herrschaft – wohl mit Zustimmung Alexanders – an seinen gleichnamigen Sohn überging, über den keine weitere Überlieferung vorliegt.